# Пйотр Вавженюк
Пйотр Вавженюк (Вавренюк, пол. Piotr Wawrzeniuk, нар. 1971) — польський історик і музикат-мультиінструменталіст (барабанщик, вокаліст, бас-гітарист). Відомий як музикант групи Therion, також учасник груп Serpent, Carbonized і The Robots. Викладає в  Шведському університеті оборони.

## Музична кар'єра
У період з 1992 по 1996 роки був барабанщиком і вокалістом гурту Therion. Пізніше був запрошеним вокалістом на альбом Secret of the Runes (2001) — лід вокал в бонусних треках Crying Days і Summernight City, Lemuria і Sirius B (2004), також був вокалістом під час 20th Year Anniversary Tour 2007 року, присвяченого двадцятиріччю групи.

## Академічна кар’єра
Вавженюк має науковий ступінь кандидата історичних наук, його дисертація має назву "Конфесійне цивілізування в Україні: єпископ Йосиф Шумлянський та запровадження реформ у Львівській єпархії 1668-1708 років". Його пізніші дослідження стосуються сільського кооперативу та громадянства в австрійській та польській Галичині 1904-1939 рр., Формування ідентичності серед жителів села Гаммальсвенскбі (Старошведське) в Україні у ХІХ столітті, а також сприйняття Польщею збройних сил та політики безпеки сусідніх країн у міжвоєнний час. Він працює науковим співробітником Школи історичних та сучасних студій Університету Седертерна, асистентом викладача Шведського університету оборони.

## Публікації
- Confessional civilising in Ukraine : the bishop Iosyf Shumliansky and the introduction of reforms in the diocese of Lviv 1668-1708, Södertörns högskola, 2005, ISBN 9789189315563
- Societal change and ideological formation among the rural population of the Baltic Area 1880 - 1939, Huddinge Södertörns Högskola, 2008, ISBN 9789185139118
- Kosmonautka, Poławiacze Pereł (Warsaw, Poland), 2014, ISBN 9788393798810. Book spotted and awarded: White Raven 2015 (International Youth Library http://www.ijb.de/spezialbibliothek/white-ravens-2015/single/article/polish-poland-7/193.html, distinction in competition Child Friendly World 2014 http://kopd.pl/aktualnosci/3787/ and nominated to Best Book for Children Award 2014 http://fldd.pl/2015/nagroda/id,210-najlepsza_ksiazka_dzieci.html
- Strażaczka, Poławiacze Pereł (Warsaw, Poland), 2015, ISBN 9788393798834

## Дискографія
- Carbonized — For the Security (1991)
- Carbonized — Disharmonization (1993)
- Therion — Symphony Masses: Ho Cat Ho Megas (1993)
- The Robots — Music You Will Listen to Over and Over Again (1994)
- Therion — Lepaca Kliffoth (1995)
- The Robots — Songs that Satan Whispered in Our Ears (1995)
- Carbonized — Screaming Machines (1996)
- Serpent — In the Garden of Serpent (1996)
- Therion — Theli (1996)
- Serpent — Autumn Ride (1997)
- The Robots — S/N (1997)
- Therion — A'arab Zaraq - Lucid Dreaming (1997)
- The Robots — Day of the Robots (2000)
- Therion — Secret of the Runes (2001) — гостьову участь
- Therion — Sirius B (2004) — гостьову участь
- Therion — Lemuria (2004) — гостьову участь
- The Robots — We are Everywhere (2004)
- Serpent — Trinity (2007)